# THE WIND KNOWS MY NAME (鶴久政治のアルバム)
『THE WIND KNOWS MY NAME』（ザ・ウィンド・ノウズ・マイ・ネーム）は、鶴久政治のミニ・アルバム。2005年3月4日にMAXIMUM（インディーズ）よりリリース。

## 解説
初のミニ・アルバム。オリジナル・アルバムは、1993年ポニーキャニオンからリリースされた『I'm Your Home』以来11年半ぶり。

## 収録曲
全曲作曲：鶴久政治
1. 夜明けのブレス
  - 作詞 ：藤井郁弥
2. pull out the safety ring
  - 作詞 ：渡辺なつみ
3. 空を見たら
  - 作詞 ：渡辺なつみ
4. WANDERER
  - 作詞 ：藤井郁弥
5. THE WIND KNOWS MY NAME
  - 作詞 ：渡辺なつみ
6. 君を忘れない
  - 作詞 ：鶴久政治